# Jan Rosenthal
Jan Rosenthal (ur. 7 kwietnia 1986 w Sulingen) – niemiecki piłkarz występujący na pozycji pomocnika. Zawodnik klubu Eintracht Frankfurt.

## Kariera klubowa
Rosenthal jest wychowankiem klubu SV Staffhorst, w którym treningi rozpoczął w wieku 4 lat. Grał tam do 2000 roku. Wówczas przeszedł do juniorów Hannoveru 96. W 2005 roku został włączony do jego pierwszej drużyny występującej w Bundeslidze. W tych rozgrywkach zadebiutował 13 sierpnia 2006 roku w przegranym 2:4 meczu z Werderem Brema. 21 października 2006 roku w przegranym 1:2 pojedynku z FC Schalke 04 strzelił pierwszego gola w Bundeslidze. 2008 roku zajął z zespołem 8. miejsce w Bundeslidze, które było jego najwyższym w trakcie gry w Hannoverze.
W 2010 roku Rosenthal przeszedł do innego zespołu Bundesligi, SC Freiburg. Pierwszy ligowy mecz zaliczył tam 21 sierpnia 2010 roku przeciwko FC St. Pauli (1:3).

## Kariera reprezentacyjna
W latach 2007–2008 Rosenthal rozegrał 17 spotkań i zdobył 2 bramki w reprezentacji Niemiec U-21.